# Yinglong

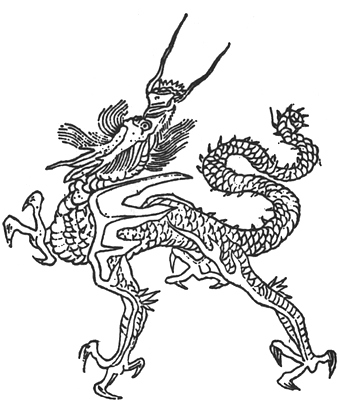
Yinglong in un'illustrazione del XVII secolo circa

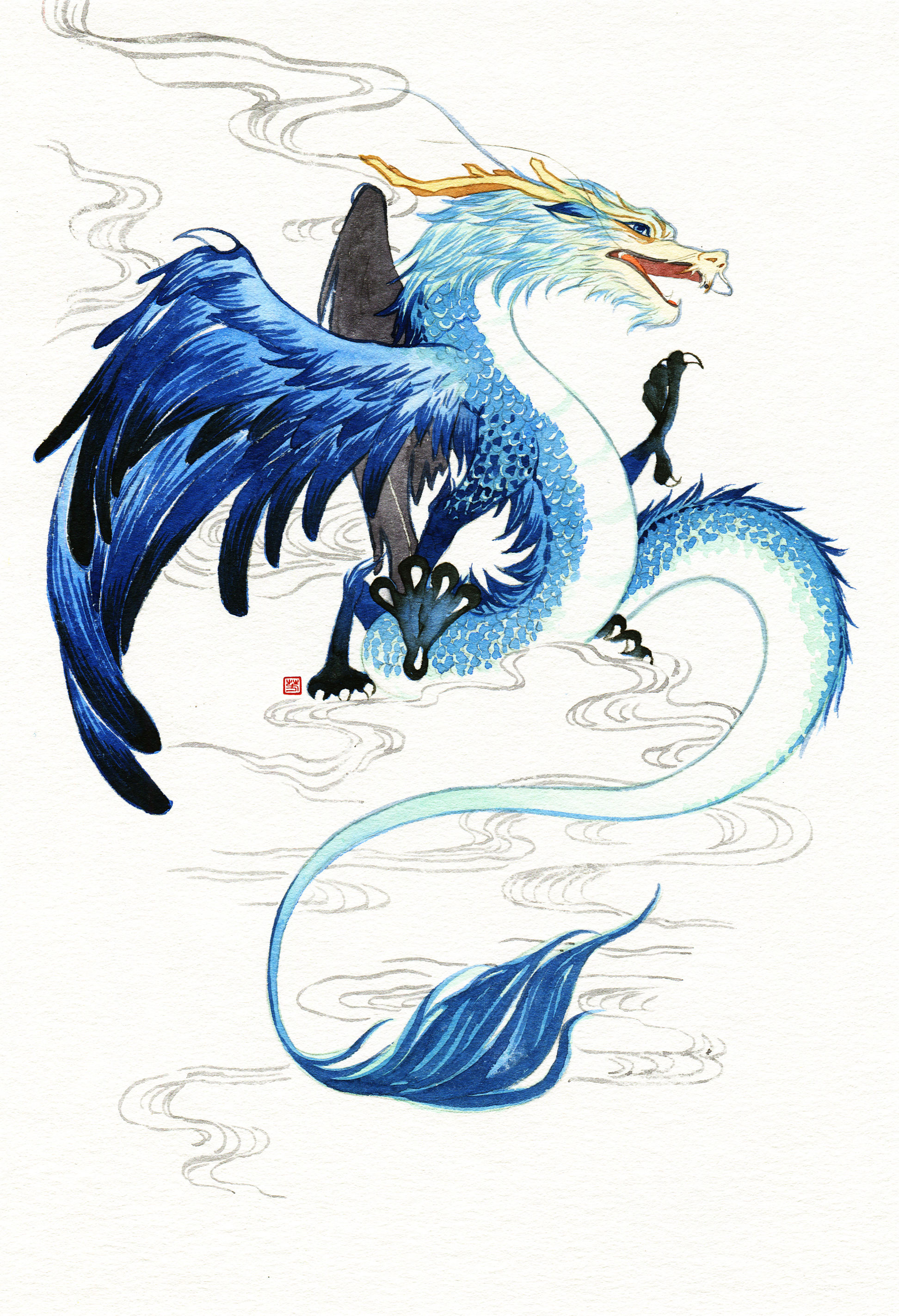
Yinglong in un'illustrazione moderna

Nella mitologia cinese Yinglong ("il drago Ying"; cinese tradizionale: 應龍; cinese semplificato: 应龙) è il dio della pioggia, potente e fedele servo di Huang Di (l'Imperatore Giallo). Yinglong è il più antico dei draghi ed è alato.

## Leggenda
Yinglong combatté al fianco di Huang Di nello scontro finale contro Chi You (battaglia di Zhuolu). Durante la lotta, Huang Di ordinò al suo fedele servitore di attaccare Chi You. Così Yinglong scatenò le acque e una gigantesca alluvione investì le forze avversarie. Immediatamente dopo, Yinglong proseguì l'attacco, uccidendo Chi You. Ma non si fermò e uccise anche Kua Fu, il gigante alleato di Chi You, regalando la vittoria al suo Imperatore.